# Farooq Sheikh
Farooq Sheikh o Farooque Sheikh (25 de marzo de 1948-27 de diciembre de 2013) fue un actor, cantante, filántropo y un presentador de televisión indio.
Es principalmente conocido por su actuación en películas hindi entre 1977 y 1989 y por su trabajo en la televisión entre 1988 y 2002. Volvió a actuar en películas en 2008 y continuó haciéndolo hasta su muerte el 27 de diciembre de 2013. Su mayor contribución fue en Parallel Cinema o el Nuevo Cine de la India. Había trabajado con directores como Satyajit Ray, Muzaffar Ali, Hrishikesh Mukherjee y Ketan Mehta.